# 헌강왕
헌강왕(憲康王, ?~886년 음력 7월 5일, 재위: 875년 7월~886년 음력 7월 5일)은 신라의 제49대 국왕이다. 성은 김(金)이고 이름은 정(晸)이다. 본관은 경주(慶州)이다. 아버지는 신라 경문왕이고, 어머니는 문의왕후(文懿王后)이다.

## 생애
당나라에는 876년 7월에 사자를 보내고 공납을 행했다. 878년 4월에는 당 희종으로부터 〈사시절·개부동의삼사·검교태위·대도독·계림주제군사·신라왕(使侍節・開府儀同三司・検校太尉・大都督・雞林州諸軍事・新羅王)〉에 책봉 되었다. 동년 7월에 사자를 보내려고 했지만, 황소의 난이 일어난 것을 이유로 사자의 파견은 중지했다. 이후 885년 10월에 황소의 난의 평정 된 것을 축하 하는 사자를 당에 보냈다.
그 외에 「삼국사기」신라본기에서는 878년 8월에는 일본에서 온 사자를 조원전에서 접견하였으며, 882년 4월에는 일본 왕이 황금 300량과 명주 10개를 진상하는 사자를 파견했다고 전하고 있다.
불교와 학문의 장려에도 노력하여 876년 2월에는 황룡사에서 백고좌를 설치하여 강의 및 토론을 하게 하였으며, 왕 자신도 그 강의를 듣기 위해서 황룡사로 행차하기도 하였다. 또 만년에 왕이 병으로 쓰러졌을 때에도 황룡사에서 백고좌를 마련하고 강의를 하였다. 879년 2월에는 국학에 나가 박사 이하에게 명해 경의(經義)를 강론케 하였다.
879년 3월에는 학성(鶴城)에 놀다가 돌아오던 중 개운포(開雲浦)에 이르렀는데, 처용(處容)을 만났다. 6월에 일길찬 신홍(信弘)이 반란을 일으켜 죽였다. 내란에 대한 기록이 1건이 있으나, 국내에서의 백성의 생활에 대해서는 비교적 안정되어 있었다고 여겨진다.
880년 9월에는 왕이 측근들과 함께 성의 동쪽 월상루에 올라 주변을 바라보니, 민가에서 피리 소리가 끊이지 않았다고 기록하는 등 당시 풍년이 계속되어 백성들이 편안하게 지냈던 모습을 전하고 있다.「삼국유사」기이·처용랑 망해사조의 첫머리에서도, 헌강왕의 시대에는 도로부터 해변에 이르기까지 집이 쭉 늘어서 있는데 초가집이 없고, 노래나 피리의 소리가 이어졌으며 날씨도 좋았다고 적고 있다.
「부상략기(扶桑略記)」에는 884년 9월(음력)에 신라의 배 45척이 대마도를 습격했지만, 일본은 다자이후에서 격전을 벌여 신라군을 요격하고 위기를 벗어났다. 전쟁 후 포로가 된 신라인 현춘(賢春)을 심문하니, 전년부터 계속된 흉작으로 백성들이 굶는 사태가 계속되었고, 신라에서는 왕성이 불안한 상태라고 대답하고 있다. 이 기록은 「삼국사기」에서는 헌강왕 10년에 해당되지만, 헌강왕 10년의 기술은 삼국사기에 기록이 없다.
재위 12년이 되던 886년 7월 5일에 사망하였다.

## 가계
- 부왕 : 경문왕(景文王)
- 모후 : 문의왕후(文懿王后) - 문자왕후(文資王后), 영화부인(寧花夫人)라고도 한다.
  - 왕비 : 의명부인(懿明夫人) - 의명왕태후(義明王太后)로 추존
    - 딸 : 의성왕후(義成王后) - 제 53대 신덕왕 비, 제 54대 경명왕, 제 55대 경애왕 모후
    - 딸 : 계아태후(桂娥太后) - 신흥왕(神興王) 김효종(金孝宗) 비, 제 56대 경순왕 모후
    - 아들 : 김요(金嶢) : 897년 제 52대 효공왕 즉위

## 같이 보기
- 발해
  - 대현석 (871년 ~ 895년)

| 전 대 경문왕 | 제49대 신라 국왕 875년 - 886년 | 후 대 정강왕 |